# Настоящие дождевые черви
Настоя́щие дождевы́е че́рви, или люмбрициды, или люмбрицовые (лат. Lumbricidae), — семейство почвенных малощетинковых червей из подотряда дождевых (Lumbricina) отряда Crassiclitellata.

## Описание

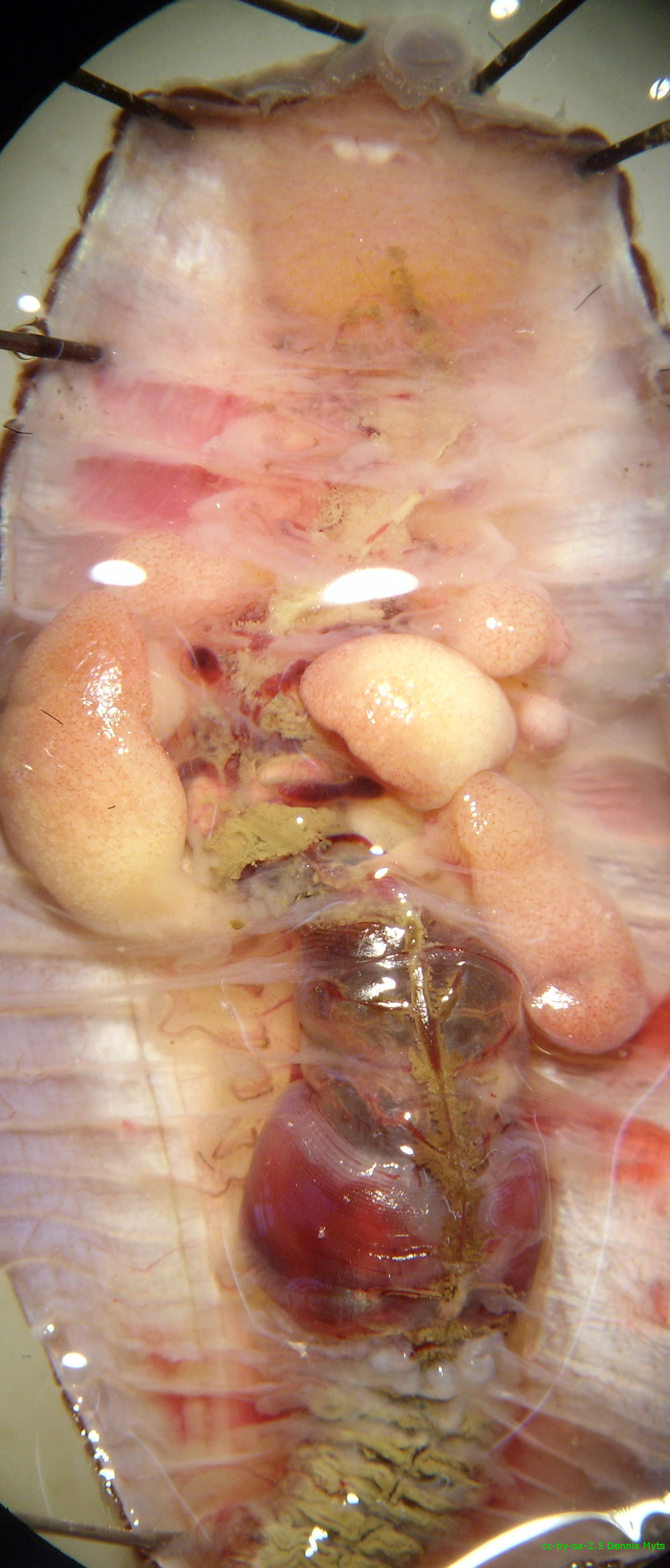
Вскрытый дождевой червь

К настоящим дождевым червям принадлежат лишённые глаз крупные черви (от 10 до 30 см длиной) с толстой кожей и красной кровью. По бокам сегментов расположено по две пары мелких крючковидных щетинок. Роды и виды этого семейства различаются по форме головной лопасти (так называемой верхней губы), по положению пояска и по числу колец. 

### Механизм движения
Передвигается червь благодаря попеременному сокращению и расслаблению кольцевых и продольных мышц. При сокращении кольцевых мышц тело червя становится длиннее и тоньше, а при сокращении продольных мышц — короче и толще.

### Размножение
Каждая половозрелая особь обладает женской и мужской половой системой (синхронный гермафродитизм).
Спаривание происходит ночью на поверхности почвы. Черви плотно прилегают один к другому брюшной стороной таким образом, что протоки семенников каждой особи совпадают с семяприёмниками другой. Каждый червь выделяет специализированными сегментами (пояском) слизистую муфту. После этого сперма одной особи поступает в семяприемники другой, а неоплодотворённые яйцеклетки откладываются в слизь. Оплодотворение происходит при сбрасывании муфты через передний конец тела. В дальнейшем она функционирует как яйцевой кокон.

## Образ жизни
Люмбрициды живут в почве, в которой выкапывают длинные трубчатые ходы; ночью выходят на поверхность земли; они втаскивают в свои ходы различные органические остатки — частички листьев и других растительных частей. Питаются разлагающимися органическими веществами. Испражнения этих червей, содержащие в себе много измельчённых земляных частиц, откладываются ими на поверхности земли. Этим они способствуют увеличению пахотного слоя земли, в то время как своими норами разрыхляют почву, а вытаскиванием растительных остатков увеличивают содержание органики. На значение дождевых червей в процессе образования почвы одним из первых указал Чарлз Дарвин (1881).

## Классификация
- Allolobophora
- Allolobophoridella
- Aporrectodea
- Cernosvitovia
- Dendrobaena
- Dendrodrilus
- Eisenia
- Eiseniona
- Eophila
- Ethnodrilus
- Eumenescolex
- Fitzingeria
- Helodrilus
- Iberoscolex
- Kritodrilus
- Lumbricus
- Microeophila
- Murchieona
- Norealidys
- Octodriloides
- Octodrilus
- Octolasion
- Orodrilus
- Perelia
- Postandrilus
- Proctodrilus
- Prosellodrilus
- Satchellius
- Scherotheca